# ツァイ・チン
ツァイ・チン（Tsai Chin、本名：周 采芹、漢語拼音：Zhōu Cǎiqín、1936年11月30日 - ）は、旧中華民国出身の女優。父は京劇俳優の周信芳（Zhou Xingfang）。母はスコットランドのクォーターの裘麗琳。弟はミスター・チョウ・レストランの経営者で、俳優でもあるマイケル・チャウ（周英華、Michael Chow）。
天津市に生まれ、上海市で育つ。ロンドンの王立演劇学校に学び、映画・テレビドラマで活動を開始する。1965年から1969年にかけて公開されたクリストファー・リー主演のフー・マンチュー映画シリーズで、フー・マンチューの妹リン・タンを演ずる。1967年には『007は二度死ぬ』に出演。2006年公開の同シリーズ『007 カジノ・ロワイヤル』にも異なる役で出演した。また、2005年から始まったアメリカのテレビシリーズ『グレイズ・アナトミー 恋の解剖学』に、セミ・レギュラー出演している。

## 主な出演作品
- 六番目の幸福 The Inn of the Sixth Happiness （1958）
- 怪人フー・マンチュー　The Face of Fu Manchu （1965）[3]
- 姿なき訪問者　The Invasion （1965）
- 怪人フー・マンチュー 連続美女誘拐事件　The Brides of Fu Manchu （1966）
- 欲望　Blowup （1966）
- 怪人フー・マンチューの復讐　The Vengeance of Fu Manchu （1967）
- 007は二度死ぬ　You Only Live Twice （1967）
- 女奴隷の復讐　The Blood of Fu Manchu （1968）[4]
- ジョイ・ラック・クラブ The Joy Luck Club （1993）
- 北京のふたり　Red Corner （1997）
- SAYURI　Memories of a Geisha （2005）[5]
- 007 カジノ・ロワイヤル　Casino Royale （2006）
- 紅楼夢 〜愛の宴〜 紅樓夢 （2010）テレビドラマ
- グランド・イリュージョン 見破られたトリック Now You See Me 2 (2016)
- スノーベイビー Abominable (2019) ※声の出演
- シャン・チー/テン・リングスの伝説 Shang-Chi and the Legend of the Ten Rings (2021)

## 注
1. ↑  ロンドン、ニューヨーク、ビバリーヒルズ、マイアミに店舗のある高級中華レストラン。
2. ↑  サンドラ・オー（クリスティーナ・ヤン役）の母親役。
3. ↑  『007は二度死ぬ』と同じくカリン・ドールとの共演。
4. ↑  『007 ゴールドフィンガー』に出演したシャーリー・イートンとの共演。
5. ↑  『007 トゥモロー・ネバー・ダイ』のボンドガール、ミシェル・ヨーとの共演。